# قسم هرسم الريفي (مقاطعة إسلام آباد غرب)
قسم هرسم الريفي (بالفارسية: دهستان هرسم) هي منطقة سكنية تقع في ناحية حميل في إيران. يقدر عدد سكانها بـ 8,132 نسمة .